# El samurái sin nombre
El samurái sin nombre (en japonés: ストレンヂア 無皇刃譚, en inglés: Sword of the Stranger) es una película animada japonesa de 2007 dirigida por Masahiro Andō y producida por el estudio de animación BONES. La película cuenta las aventuras de Kotaro, un joven que es perseguido por un grupo de espadachines de la dinastía Ming por misteriosas razones. Entre el grupo se encuentra un temible luchador occidental llamado Luo-Lang, cuyo único deseo es hallar a un oponente digno. Kotaro se encuentra con "Nanashi", un ronin sin nombre que está obsesionado por recuerdos de su pasado que lo han llevado a evitar volver a utilizar su espada. Cuando los Ming chocan con un señor feudal de la era Sengoku, un general orgulloso y unos monjes que se ven envueltos entre la fe y la supervivencia, la razón detrás de la búsqueda del grupo Ming pone a prueba el vínculo entre Kotaro y Nanashi.

## Sinopsis
Durante la era de Sengoku en Japón, un joven llamado Kotaro huye de misteriosos perseguidores con su perro, Tobimaru. El monje que había estado vigilando a Kotaro, Shouan, le dice que busque ayuda del Maestro Zekkai en el templo de Mangaku en la provincia de Akaike. Mientras tanto, un grupo de extranjeros Ming bajo el mando del anciano Lord Bai-Luan son escoltados a través de Akaike por territorios locales. Son emboscados por bandidos, pero los malvados son masacrados por el experto espadachín de los Ming, Luo-Lang.
Kotaro y Tobimaru se abren paso por la tierra, ocultándose brevemente en un templo derruido donde se encuentran con Nanashi, un espadachín errante. Mientras Kotaro prepara comida, el humo de su fuego alerta a sus perseguidores, que resultan ser los extranjeros Ming acompañados por soldados de Akaike. Nanashi involuntariamente se involucra en la lucha y es capaz de matar a los hombres, pero Tobimaru es impactado por una daga venenosa. Antes de que Nanashi decida irse, Kotaro le ofrece contratarlo como guardaespaldas para salvar la vida de Tobimaru y llevarlos a su destino de forma segura.
El trío puede encontrar un boticario que pueda ayudar a Tobimaru a recuperarse durante unos días. Mientras compra en la ciudad, Nanashi se encuentra con los otros guerreros Ming y Luo-Lang comienza a pelear con él por diversión, pero se ve interrumpido por la noticia de la muerte de sus camaradas. Tras una investigación, los Ming comienzan a sospechar que los soldados de Akaike son responsables porque uno de los cadáveres fue modificado para aparecer como Tu-Si, uno de los guerreros Ming que había desaparecido previamente.
El Señor Akaike, anfitrión de los Ming, les está ayudando a construir un gran altar a cambio de grandes cantidades de oro. Se revela que secuestró al desaparecido Ming para descubrir su verdadero propósito de estar en Japón. Bajo tortura Tu-Si revela que están en una misión para que el Emperador de China encuentre a un niño profetizado, Kotaro, cuya sangre se puede drenar en un cierto momento una vez al año para crear un elixir de inmortalidad conocido como la Medicina Xian. Akaike cambia sus planes para capturar al niño primero y retenerlo por un alto precio.
Nanashi logra llegar al templo con Kotaro y lo deja al cuidado de los monjes. Sin embargo, se revela que ya han entregado a Kotaro a los Ming para salvar sus propias vidas. Se produce una pelea cuando los Akaike también llegan para llevarse al niño. Con la traición de Akaike descubierta, los Ming lo toman prisionero y se fortifican en el altar para esperar el tiempo profetizado. Al darse cuenta de que algo salió mal, Nanashi regresa y libera a Tobimaru, y rastrea a Kotaro y a sus captores. El único comandante restante de Akaike, Itadori, recibe el mando de sus fuerzas y se encarga de rescatar al señor capturado. Sin embargo, cuando él y sus hombres llegan a la fortaleza, Itadori, al ver a Akaike en una posición comprometedora, lo mata y aprovecha la oportunidad para cumplir con sus propias ambiciones. Las tropas, ahora bajo su mando, comienzan un asalto y se infiltran en la fortaleza.
Durante la batalla subsiguiente, muchos de los soldados Ming y de Akaike son asesinados, incluido Itadori. Nanashi finalmente llega para salvar a Kotaro e interrumpe con éxito el ritual antes de que se pueda completar. Lord Bai-Luan ordena al resto de los Ming que capturen al niño para que puedan volver a intentar el ritual al año siguiente. Nanashi mata a dos de los luchadores Ming sin su espada y se gana la admiración de Luo-Lang, que ha estado buscando un oponente digno. Luo-Lang corta a su propio benefactor, Bai-Luan, para salvar a Nanashi de que le disparen. Con las otras fuerzas Ming y Akaike completamente aniquiladas, Luo-Lang y Nanashi tienen un duelo final. Después de sufrir muchas lesiones, Nanashi gana y Luo-Lang muere en paz. Nanashi, Kotaro y Tobimaru se van en un caballo a una ciudad para tratar las heridas de Nanashi. Hablan de reunir suficiente dinero para ir al extranjero y comenzar una nueva vida. Cuando la película termina, la cámara toma las pistas que dejan en la nieve, mostrando gotas de sangre fresca.

## Voces
- Nanashi - Tomoya Nagase
- Kotaro - Yuuri Chinen
- Luo-Lang - Kōichi Yamadera
- Shogen Itadori - Akio Ōtsuka
- Bai-Luan - Atsushi Ii
- Shouan - Naoto Takenaka
- Akaike - Unshou Ishizuka

## Recepción
El crítico de cine animado Justin Sevakis le dio a la película la calificación de A- y la etiquetó como "una película llena de escenas de acción incansable enmarcada en una historia con sentido." Bamboo Dong se refirió a la cinta como "una película animada y sangrienta de samurais que entretiene durante sus 102 minutos de duración."